# 帕拉底歐 (音樂)
《帕拉底歐》（英語：Palladio）是當代英國作曲家卡爾·詹金斯於1993至1995年間所創作的樂曲，曲名來自義大利文藝復興時期的建築師安卓·帕拉底歐。此曲採用巴洛克時期的大協奏曲寫成，當中又以第一樂章最為著名。

## 創作

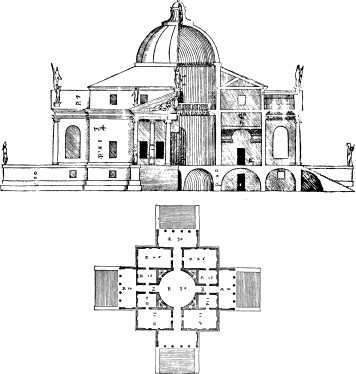
帕拉底歐的圓廳別墅設計圖稿，其對稱與和諧之比例啟發詹金斯的創作

詹金斯受到了16世紀文藝復興建築大師安卓·帕拉底歐的設計靈感啟發而創作此曲，將和諧的比例和古典建築呈現於曲中，嘗試將數學與音樂結合。

## 樂曲結構
共可分為三個樂章：
1. 小快板（Allegretto）
2. 廣板（Largo）
3. 活潑的（英语：Vivace (disambiguation)）（Vivace）

樂譜表列的演奏時間為16分鐘，而一般演奏時間則介於15至18分鐘。

## 配器
- 絃樂器：第1小提琴、第2小提琴、中提琴、大提琴、低音提琴

作曲家在樂譜上標示各聲部最少人數為6、5、4、3及2。
本曲原版只採用絃樂團演奏，不過作曲家本身及其他編曲者都有將其改篇至其他的樂隊組合。2024年，詹金斯將此曲加以伸延，並改由整個管絃樂團演奏，稱為《再造帕拉迪奧》（Palladio Reimagined），此曲收錄於同年出版的CD《Stravaganza》內；亦於8月12日以BBC委約名義，於2024年BBC逍遙音樂會中，由BBC威爾斯國家管弦樂團在意藉土耳其女指揮家尼爾·雲迪蒂（Nil Venditti）下演奏。
至於原版《帕拉底歐》的首個商業錄音，是由詹金斯親自指揮倫敦愛樂樂團演奏，收錄於專輯《鑽石音樂》中。
樂譜則於1995年由博浩出版社出版。

## 應用
第一樂章是1993年詹金斯為戴比爾斯廣告「A Diamond Is Forever」所作的背景音樂。